# Uvaria peninsula
Uvaria peninsula är en kirimojaväxtart som beskrevs av Adolph Daniel Edward Elmer. Uvaria peninsula ingår i släktet Uvaria och familjen kirimojaväxter. Inga underarter finns listade i Catalogue of Life.